# V ljudjakh
V ljudjakh (russisk: В людях, da.: ~ Hos mennesker) er en sovjetisk film fra 1939 instrueret af Mark Donskoj.

## Medvirkende
- Aleksej Ljarsky som Aleksej Pesjkov
- Irina Zarubina som Natalja
- Varvara Massalitinova som Akulina Ivanovna Kasjirina
- Je. Lilina som Matrjona Ivanovna
- Ivan Kudrjavtsev som Sergejev
- Anatolij Kubatskik